# Times 2020
『Times 2020』（タイムズ にせんにじゅう）はTBSラジオで2020年4月2日から8月27日に放送されていた報道・ドキュメンタリー番組。

## 概要
ひとつのニュースにスポットを当て、TBSラジオのアーカイブの中から関連するニュースの報道音声を流すことで、「2020年の伝え方」との違いを比較していく。

## 放送時間
- 木曜日 17:50 - 18:00

## 出演者
- 山本恵里伽（TBSアナウンサー）